# Ekimia bornmuelleri
Ekimia bornmuelleri là một loài thực vật có hoa trong họ Hoa tán. Loài này được (Hub.-Mor. & Reese) H.Duman & M.F.Watson mô tả khoa học đầu tiên năm 1999.